# Tào Thuần
Tào Thuần (chữ Hán: 曹纯, bính âm: Cao Chun; ?-210) là một viên tướng lĩnh chỉ huy lực lượng kỵ binh dưới trướng của lãnh chúa Tào Tháo trong thời đại nhà Hán thời kỳ Tam Quốc của lịch sử Trung Quốc. Ông là viên tướng chỉ huy lực lượng kỵ binh tinh nhuệ Hổ Báo Kỵ (虎豹骑), đóng vai trò quan trọng trong các chiến dịch chống lại Viên Đàm, Đạp Đốn và Lưu Bị.

## Tiểu sử
Tào Thuần là em trai của Tào Nhân. Khi Tào Thuần được mười ba tuổi, cha - Tào Xí của họ mất và anh em họ đã bán nhà cửa để chiêu mộ hảo hán chờ thời cơ. Ở tuổi mười bảy, Tào Thuần giữ một chức quan nhỏ trong triều đình nhà Hán ở Lạc Dương. Năm 189, Tào Thuần cùng anh gia nhập quân đội của người anh họ đã lớn tuổi là Tào Tháo và theo Tào Tháo chống lại Đổng Trác.
Trong cuộc bao vây quân Tào chống lại Viên Đàm vào đầu năm 205, Tào Thuần chỉ huy lực lượng kỵ binh tinh nhuệ Hổ Báo Kỵ. Trong giai đoạn đầu của cuộc đối đầu, quân đội của Tào Tháo phải chịu thiệt hại đáng kể từ những vụ đụng độ kẻ thù nhưng cuối cùng đã thắng thế. Tào Thuần là người đã lấy đầu của Viên Đàm.
Trong cuộc viễn chinh lên phía bắc tiếp theo chống lại bộ tộc Ô Hoàn, lực lượng kỵ binh của Tào Thuần một lần nữa lập công xuất sắc trong trận chiến. Quân Tào đã xuất binh thần tốc, tập kích bất ngờ các lực lượng của Ô Hoàn và giết chết thủ lĩnh Đạp Đốn tại trận núi Bạch Lang. Qua trận này Thuần được Tào Tháo tưởng thưởng cho đứng đầu 300 hộ.
Năm 208, Tào Thuần cùng Tào Tháo đi về phía nam trong chiến dịch lấy Kinh Châu. Tại trận Trường Bản, Tào Thuần cùng lực lượng của mình đã tách khỏi đại quân để xuất kích trước truy kích các lực lượng đang tháo chạy và rút lui của Lưu Bị. Quân của Tào Thuần đã tấn công bất ngờ Lưu Bị ở Trường Bản, bắt được hai phu nhân và con trai sơ sinh của Lưu Bị cùng nhiều vật tư, quân trang quân dụng cũng như một số quân địch đã đầu hàng.
Tào Thuần chết năm 210 và được phong nhiều chức tước.

## Gia đình
Ông nội: 
- Tào Bao (曹褒), Thái thú Dĩnh Xuyên.

Bố: 
- Tào Xí (曹熾), giữ chức Thị trung, Hiệu úy Trường Thủy, sau đó vì Tào Nhân có công được truy thụy là Trần Mục hầu

Anh trai: 
- Tào Nhân (曹仁), đại tướng nhà Tào Ngụy.

Anh họ:
- Tào Tháo (曹操), quyền thần cuối thời Hán.
- Tào Hồng (曹洪), đại tướng nhà Tào Ngụy.

Em họ:
- Tào Đức (曹德), em ruột Tào Tháo.

Con cái:
- Tào Diễn (曹演), tướng nhà Tào Ngụy, giữ chức Lĩnh Quân tướng quân, Bình Nhạc Hương hầu.

Cháu:
- Tào Lượng (曹亮), con Tào Diễn.